# 年少扶養控除
年少扶養控除（ねんしょうふようこうじょ）とは、納税者本人に16歳未満の扶養親族がいる場合に認められた所得税と住民税の所得控除の制度。扶養控除の一つ。
民主党政権が子ども手当（現・児童手当）を導入した際、その財源確保の代わりに2010年分をもって廃止された。

## 解説
所得税の控除額は一人につき38万円、個人住民税の控除額は一人につき33万円。それぞれ2011年分から、2012年度から廃止された。
2023年に自民党内から児童手当の所得制限撤廃と18歳までの支給対象の拡充と共に、年少扶養控除制度の復活が提案されている。ただし、これらの実行に必要な財源は未定である。また、年少扶養控除の復活について、2012年の自民党重点政策としてすでに言及されていたものの、前述の通り2022年度現在実現には至っていない。